# Neritilia littoralis
Neritilia littoralis is een slakkensoort uit de familie van de Neritiliidae. De wetenschappelijke naam van de soort is voor het eerst geldig gepubliceerd in 2003 door Kano, Kase & Kubo.